# 有馬賢二
有馬 賢二（ありま けんじ、1972年11月26日 - ）は、神奈川県横浜市栄区出身の元サッカー選手、サッカー指導者。

## 来歴

### 選手時代
5歳の時にサッカーを始める。中学年代は全日空横浜SCジュニアユースおよびクラブが創設されたばかりのY.S.C.C.横浜のジュニアユースでプレーした。日本大学藤沢高校では3年次に出場したインターハイでベスト8に入った。1992年に日本大学へ進学。1年次より全日本大学選抜に選出される。
1995年大学を卒業し、Jリーグ参入初年度の柏レイソルに入団したが、メディカルチェックで先天性の頸椎障害が発覚。手術及び術後のリハビリによって長期離脱を強いられ、リーグ戦終盤の10月にJリーグ初出場を果たした。完治して以後はスーパーサブとして起用された。1998年にコンサドーレ札幌に移籍した。
1999年、同年より日本フットボールリーグ（JFL）に加入した横浜FCへ移籍。同年はリーグ2位の19得点、2000年は24得点を挙げて得点王を獲得すると共に、MVP・ベストイレブンを受賞し、エースストライカーとしてチームのリーグ優勝とJ2参入に貢献。180cmに満たない身長ながらヘディングでゴールを量産する姿に「利き足は頭」とも評された。

### 指導者時代
現役引退後、2003年よりFC東京に加入し、主に下部組織でコーチを務めた。実績を買われ、2009年には同クラブのトップチームのコーチに就いた。2013年、JFA公認S級ライセンスを取得。
2014年、Y.S.C.C.横浜の監督に就任。Jリーグ参入初年度故の戦力差もあって好成績を残せず、2015年限りで契約を満了。
2016年よりJFAナショナルトレセンコーチとして指導者養成に携わる。2017年、2019 FIFA U-17ワールドカップを目指すU-15サッカー日本代表の監督に就任。
2019年からはファジアーノ岡山の監督に就任。
2021年をもって退任。
2022年よりサンフレッチェ広島のコーチを務める。
2025年より、FC町田ゼルビアのヘッドコーチに就任。

## 所属クラブ
- 1977年 - 1984年 FC本郷[3]
- 1985年 - 1986年途中 全日空横浜SCジュニアユース
- 1986年途中 - 1987年 Y.S.C.C.ジュニアユース
- 1988年 - 1990年 日本大学藤沢高等学校[3]
- 1991年 - 1994年 日本大学[3]
- 1995年 - 1997年  柏レイソル
- 1998年  コンサドーレ札幌
- 1999年 - 2002年  横浜FC

## 個人成績
| 国内大会個人成績 | 国内大会個人成績 | 国内大会個人成績 | 国内大会個人成績 | 国内大会個人成績 | 国内大会個人成績 | 国内大会個人成績 | 国内大会個人成績 | 国内大会個人成績 | 国内大会個人成績 | 国内大会個人成績 | 国内大会個人成績 |
| 年度             | クラブ           | 背番号           | リーグ           | リーグ戦         | リーグ戦         | リーグ杯         | リーグ杯         | オープン杯       | オープン杯       | 期間通算         | 期間通算         |
| 年度             | クラブ           | 背番号           | リーグ           | 出場             | 得点             | 出場             | 得点             | 出場             | 得点             | 出場             | 得点             |
| 日本             | 日本             | 日本             | 日本             | リーグ戦         | リーグ戦         | リーグ杯         | リーグ杯         | 天皇杯           | 天皇杯           | 期間通算         | 期間通算         |
| ---------------- | ---------------- | ---------------- | ---------------- | ---------------- | ---------------- | ---------------- | ---------------- | ---------------- | ---------------- | ---------------- | ---------------- |
| 1995             | 柏               | -                | J                | 7                | 0                | -                | -                | 0                | 0                | 7                | 0                |
| 1996             | 柏               | -                | J                | 8                | 2                | 8                | 2                | 2                | 0                | 18               | 4                |
| 1997             | 柏               | 19               | J                | 5                | 0                | 5                | 1                | 0                | 0                | 10               | 1                |
| 1998             | 札幌             | 11               | J                | 10               | 2                | 3                | 1                | 1                | 0                | 14               | 3                |
| 1999             | 横浜FC           | 15               | JFL              | 24               | 19               | -                | -                | 3                | 3                | 27               | 22               |
| 2000             | 横浜FC           | 9                | JFL              | 22               | 24               | -                | -                | 2                | 3                | 24               | 27               |
| 2001             | 横浜FC           | 9                | J2               | 42               | 10               | 3                | 0                | 2                | 2                | 47               | 12               |
| 2002             | 横浜FC           | 9                | J2               | 25               | 2                | -                | -                | 3                | 1                | 28               | 3                |
| 通算             | 日本             | 日本             | J1               | 30               | 4                | 16               | 4                | 3                | 0                | 49               | 8                |
| 通算             | 日本             | 日本             | J2               | 67               | 12               | 3                | 0                | 5                | 3                | 75               | 15               |
| 通算             | 日本             | 日本             | JFL              | 46               | 43               | -                | -                | 5                | 6                | 51               | 49               |
| 総通算           | 総通算           | 総通算           | 総通算           | 143              | 59               | 19               | 4                | 13               | 9                | 175              | 72               |

その他の公式戦
- 1998年
  - J1参入決定戦 1試合0得点

出場歴
- 1995年10月21日：Jリーグ初出場 - 2nd第18節 vs横浜マリノス (国立)[16]
- 1996年05月01日：Jリーグ初得点 - 第11節 vs京都パープルサンガ (柏)[16]

## タイトル

### クラブ
横浜FC
- 日本フットボールリーグ : 2回 (1999年、2000年)

### 個人
- 日本フットボールリーグ MVP (2000年)
- 日本フットボールリーグ 得点王 (2000年)
- 日本フットボールリーグ ベストイレブン：2回 (1999年、2000年)

## 指導歴
- 2003年 - 2013年 FC東京
  - 2003年[1] 普及部 コーチ
  - 2004年 - 2008年[1] U-18 コーチ
  - 2009年 - 2010年 トップチーム コーチ
  - 2011年 - 2013年 U-18 コーチ
- 2014年 - 2015年 Y.S.C.C.横浜 監督
- 2016年 - 2018年 日本サッカー協会
  - 2016年 - 2018年 JFAナショナルトレセン コーチ
  - 2017年 - 2018年 U-15/17日本代表 監督
  - 2016年 2018年 JFA A級ジェネラルインストラクター
- 2019年 - 2021年 ファジアーノ岡山FC 監督
- 2022年 - 2024年 サンフレッチェ広島F.C コーチ
  - 2022年 - 2023年 トップチーム コーチ
  - 2024年 トップチーム ヘッドコーチ
- 2025年 - FC町田ゼルビア ヘッドコーチ

## 監督成績
| 年度   | クラブ | 所属   | リーグ戦 | リーグ戦 | リーグ戦 | リーグ戦 | リーグ戦 | リーグ戦 | カップ戦  | カップ戦   |
| 年度   | クラブ | 所属   | 順位     | 勝点     | 試合     | 勝       | 分       | 敗       | Jリーグ杯 | 天皇杯     |
| ------ | ------ | ------ | -------- | -------- | -------- | -------- | -------- | -------- | --------- | ---------- |
| 2014   | YS横浜 | J3     | 12位     | 24       | 33       | 4        | 12       | 17       | -         | 2回戦敗退  |
| 2015   | YS横浜 | J3     | 13位     | 27       | 36       | 7        | 6        | 23       | -         | 県予選敗退 |
| 2019   | 岡山   | J2     | 9位      | 65       | 42       | 18       | 11       | 13       | -         | 3回戦敗退  |
| 2020   | 岡山   | J2     | 17位     | 50       | 42       | 12       | 14       | 16       | -         | 不参加     |
| 2021   | 岡山   | J2     | 11位     | 59       | 42       | 15       | 14       | 13       | -         | 3回戦敗退  |
| 通算   | 日本   | J2     | -        | -        | 126      | 45       | 39       | 42       | -         | -          |
| 通算   | 日本   | J3     | -        | -        | 69       | 11       | 18       | 40       | -         | -          |
| 総通算 | 総通算 | 総通算 | -        | -        | 195      | 56       | 57       | 82       | -         | -          |